# Liste der Baudenkmäler in Ebersberg

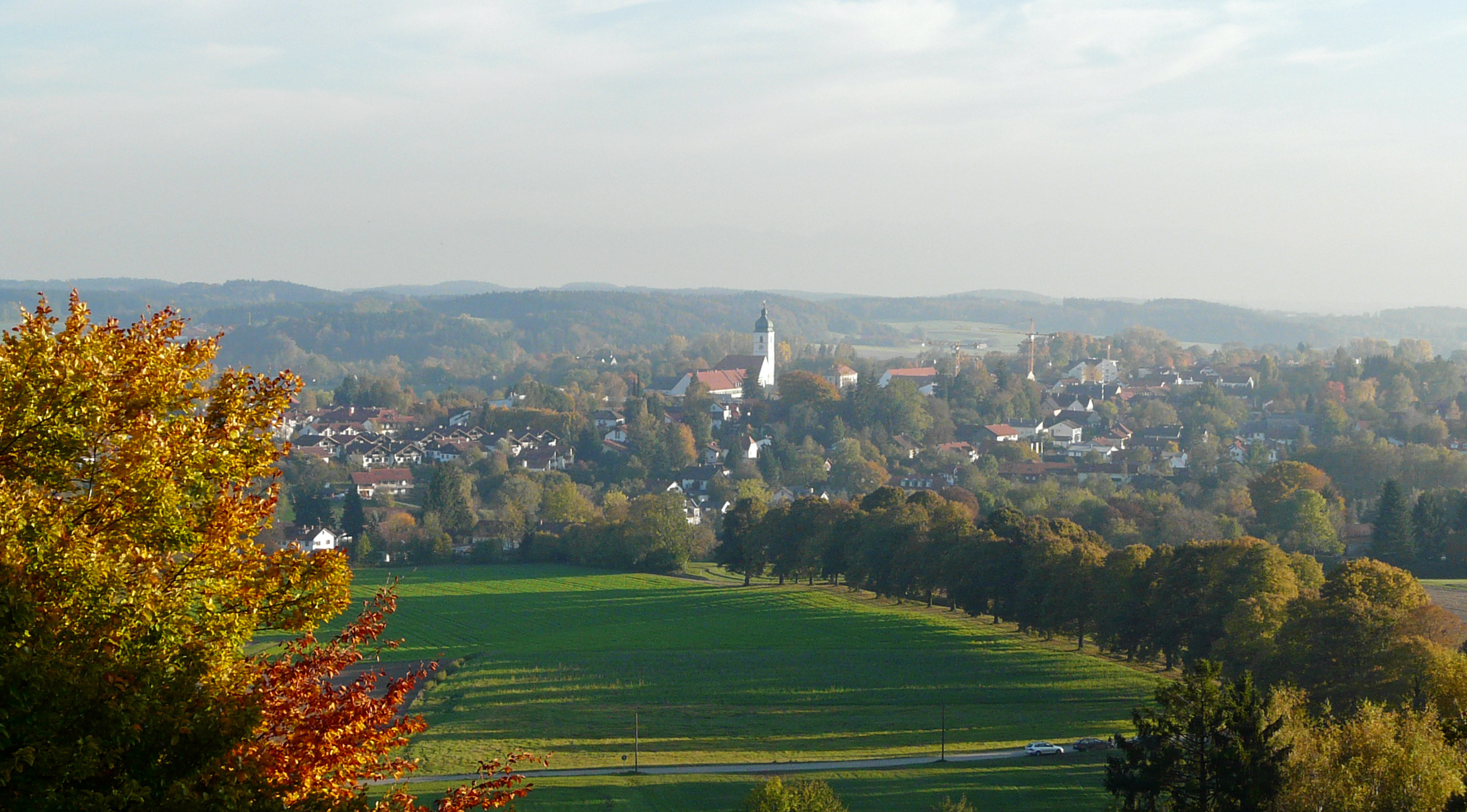
Blick auf Ebersberg

Auf dieser Seite sind die Baudenkmäler in der oberbayerischen Stadt Ebersberg zusammengestellt. Diese Tabelle ist eine Teilliste der Liste der Baudenkmäler in Bayern. Grundlage ist die Bayerische Denkmalliste, die auf Basis des Bayerischen Denkmalschutzgesetzes vom 1. Oktober 1973 erstmals erstellt wurde und seither durch das Bayerische Landesamt für Denkmalpflege geführt wird. Die folgenden Angaben ersetzen nicht die rechtsverbindliche Auskunft der Denkmalschutzbehörde.

## Ensembles

### Ensemble Marienplatz mit Kloster

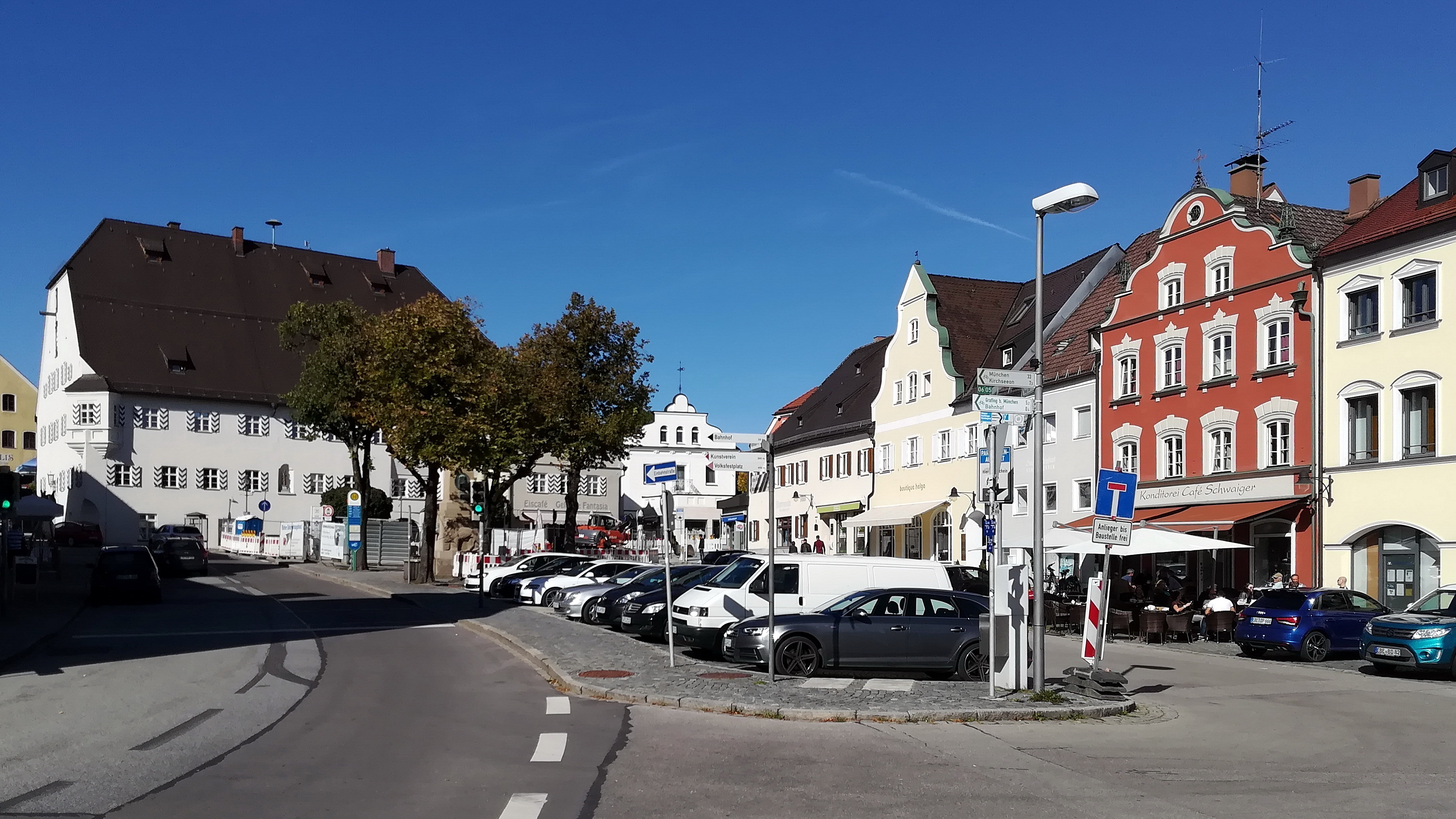

Das Ensemble umfasst den historisch gewachsenen Ebersberger Klosterbezirk mit dem Klostermarkt, dem heutigen Marienplatz, einem unregelmäßigen Längsrechteck, das durch Erweiterung der alten Durchgangsstraße von München nach Wasserburg entstand. Der Platz wird von dem spätgotischen ehemaligen Hofwirtshaus des Klosters, dem heutigen Rathaus, beherrscht, das die schmale Westseite einnimmt und abschließt. Die beiden Längsseiten sind geschlossen mit wechselweise giebel- und traufseitigen Wohn- und Geschäftshäusern bebaut. Die 1911 vor dem Rathaus aufgestellte Mariensäule verleiht dem Platzbild einen besonderen Akzent. 
Aktennummer: E-1-75-115-1

## Baudenkmäler nach Ortsteilen

### Ebersberg
| Lage                                                                                                  | Objekt                                                                                             | Beschreibung | Akten-Nr.                         | Bild                                                                                      |
| --- | -------------------------------------------------------------------------------------------------- | --- | --------------------------------- | ----------------------------------------------------------------------------------------- |
| Abt-Williram-Straße 2 (Standort)                                                                      | Wohnteil des ehemaligen Einfirsthofs (sogenannt beim Brunnholzer)                                  | zweigeschossig mit verputztem Blockbau-Obergeschoss und Flachsatteldach, im Kern 18. Jahrhundert | D-1-75-115-2 Wikidata             | Wohnteil des ehemaligen Einfirsthofs (sogenannt beim Brunnholzer)                         |
| Abt-Williram-Straße 90 (Standort)                                                                     | Evangelische Kirche Heiliggeist                                                                    | kleiner zentrierter Saalbau mit geradem Chorschluss, offenem Chorturm und angefügtem Gemeindehaus, von Helmut von Werz und Johann Christoph Ottow, 1958. | D-1-75-115-130                    | weitere Bilder                                                                            |
| Am Priel 4 (Standort)                                                                                 | Allee zum Aussichtsturm                                                                            | mit Linden, Ende 19. Jahrhundert | D-1-75-115-7 Wikidata             | weitere Bilder                                                                            |
| Am Priel 11 (Standort)                                                                                | Ehemaliges Wasserhaus am Langweiher                                                                | Erdgeschossiger Putzbau auf hohem Sockelgeschoss, um 1783 | D-1-75-115-6 Wikidata             | weitere Bilder                                                                            |
| Bahnhofstraße 1 (Standort)                                                                            | Wohn- und Geschäftshaus                                                                            | Zweigeschossiger verputzter Traufseitbau mit steilem Satteldach und Treppengiebel, 2. Viertel 19. Jahrhundert (siehe auch Ensemble Marienplatz mit Kloster) | D-1-75-115-9 Wikidata             | weitere Bilder                                                                            |
| Bahnhofstraße 7 (Standort)                                                                            | St. Sebastian                                                                                      | Ehemalige Stifts- und Wallfahrtskirche, jetzt katholische Pfarrkirche, dreischiffiger spätgotischer Hallenbau mit stark eingezogenem Langchor, angefügter zweigeschossiger Sakristei, romanischer Eingangshalle und südlichem Fassadenturm mit Spindelhelm, von Ulrich Randeck 1481/84 unter Einbeziehung des Vorgängerbaus, barocker Umbau 1733/34, erneuert 1785, Sebastianskapelle von Heinrich Mayr 1668, Turmuntergeschosse um 1230; mit Ausstattung; | D-1-75-115-10 Wikidata            | weitere Bilder                                                                            |
| Bahnhofstraße 7 (Standort)                                                                            | Kapelle                                                                                            | verputzter Nischenbau, bezeichnet 1666 | D-1-75-115-10 zugehörig Wikidata  | weitere Bilder                                                                            |
| Bahnhofstraße 8 (Standort)                                                                            | Ehemaliges Pfarrhaus                                                                               | Zweigeschossiger verputzter Traufseitbau, Traufseitiger mit Flachsatteldach, Ende 18. Jahrhundert, eiserner Balkon und eiserne Fensterkörbe 3. Viertel 19. Jahrhundert | D-1-75-115-11 Wikidata            | weitere Bilder                                                                            |
| Bahnhofstraße 19 (Standort)                                                                           | Amtsgericht                                                                                        | Dreigeschossiger spätklassizistischer Putzbau mit Walmdächern, 3. Viertel 19. Jahrhundert; Einfriedungsmauer mit Toreinfahrt, historisierend, um 1900 | D-1-75-115-14                     | weitere Bilder                                                                            |
| Bahnhofstraße 21 (Standort)                                                                           | Ehemaliges Forstamt                                                                                | Zweigeschossiger Walmdachbau mit Mezzanin, Rund- und Segmentbogenöffnungen, im Stil der Neurenaissance, 1835–1937 | D-1-75-115-15                     | weitere Bilder                                                                            |
| Heinrich-Vogl-Straße 2, 2 a (Standort)                                                                | Gasthof (sogenannt beim Oberwirt)                                                                  | Zweigeschossiger breiter Giebelbau mit Satteldach, im Kern 17./18. Jahrhundert, verändert 2. Hälfte 19. Jahrhundert; Nebengebäude mit Tordurchfahrt, zweigeschossiger verputzter Walmdachbau, 19. Jahrhundert, im Kern älter | D-1-75-115-22 Wikidata            | weitere Bilder                                                                            |
| Heinrich-Vogl-Straße 14 (Standort)                                                                    | Wohnhaus (sogenannt beim Gautinger)                                                                | Zweigeschossiger verputzter Traufseitbau mit Krüppelwalmdach, Mitte 19. Jahrhundert | D-1-75-115-23 Wikidata            | Wohnhaus (sogenannt beim Gautinger)                                                       |
| Ignaz-Perner-Straße 6 (Standort)                                                                      | Wohnhaus                                                                                           | Schmaler zweigeschossiger Flachsatteldachbau mit Segmentbogenfenstern und Putzgliederung, 3. Viertel 19. Jahrhundert | D-1-75-115-36 Wikidata            | Wohnhaus                                                                                  |
| Ignaz-Perner-Straße 10 (Standort)                                                                     | Kapelle des ehemaligen Benefiziatenhauses                                                          | Kleiner Blockbau mit Satteldach und Dachreiter, um 1880; mit Ausstattung | D-1-75-115-109 Wikidata           | Kapelle des ehemaligen Benefiziatenhauses                                                 |
| Im Klosterbauhof 1, 2, 3, 4, 5, 6, 7, Altstadtpassage 17, 19, 21, 23, Bahnhofstraße 20, 22 (Standort) | Ehemalige Grangie (sogenannter Kloster-Bauhof)                                                     | Im 19. Jahrhundert erneuerte Vierflügelanlage: Torbau, spätgotisch gewölbt mit Pultdach, bezeichnet 1495; Nordflügel, ehemaliges Wohn- und Verwalterhaus, zweigeschossiger verputzter Satteldachbau, teilweise spätmittelalterlich, sonst 2. Hälfte 19. Jahrhundert; Westflügel, ehemaliger Kuhstall, eingeschossiger Satteldachbau mit Halbgeschoss und Putzgliederung, um 1886/87; Südflügel, zweigeschossige ehemalige Brennerei mit Zwerchhaus und aufgedoppeltem Satteldach sowie angefügtem zweigeschossigem ehemaligem Wirtschaftsgebäude, 19. Jahrhundert; Ostflügel, zweigeschossiger ehemaliger Stallstadel mit Satteldach und Putzgliederung, 19. Jahrhundert | D-1-75-115-13 Wikidata            | weitere Bilder                                                                            |
| Jesuitengasse (Standort)                                                                              | Ehemaliger Wallfahrerweg                                                                           | Baumbestandene Allee, wohl 18. Jahrhundert | D-1-75-115-4 Wikidata             | weitere Bilder                                                                            |
| Jesuitengasse 1 (Standort)                                                                            | Ehemaliger Klostergarten (sogenannter Herrengarten)                                                | 18. Jahrhundert, Umwandlung in englische Parkanlage 1. Hälfte 19. Jahrhundert | D-1-75-115-25 Wikidata            | weitere Bilder                                                                            |
| Jesuitengasse 1 (Standort)                                                                            | Ehemaliges Gärtnerhaus des Herrengartens                                                           | Schmaler zweigeschossiger Putzbau mit Walmdach, 17. Jahrhundert | D-1-75-115-3 Wikidata             | weitere Bilder                                                                            |
| Kapellenweg 8 (Standort)                                                                              | Kapelle St. Antonius                                                                               | Verputzter Einraum mit eingezogenem Schluss, flachem Satteldach und Rundbogentür, letztes Drittel 19. Jahrhundert; mit Ausstattung | D-1-75-115-21 Wikidata            | weitere Bilder                                                                            |
| Lehrer-Schwab-Gasse 6 (Standort)                                                                      | Ehemaliges Armen- und Krankenhaus (sogenannt beim Wüstenschneider)                                 | Zweigeschossiger Putzbau mit flachem Satteldach und verbrettertem Giebel, wohl 18. Jahrhundert | D-1-75-115-26 Wikidata            | Ehemaliges Armen- und Krankenhaus (sogenannt beim Wüstenschneider)                        |
| Ludwigshöhe (Standort)                                                                                | Aussichtsturm                                                                                      | am Ebersberger Forst, 35 m hoher Eisenbetonbau, 1914 | D-1-75-115-8 Wikidata             | weitere Bilder                                                                            |
| Ludwigshöhe 2 (Standort)                                                                              | Wohnteil des ehem. Einfirsthofes und Jagddienststelle Buch b. Kirchseeon, sog. Jagerhäusl          | zweigeschossiger Blockbau mit flachem Satteldach, umlaufender Laube und verbretterter Hochlaube, 1740, transloziert und an das Museum Wald und Umwelt angeschlossen 1993-2004 | D-1-75-115-112                    | Wohnteil des ehem. Einfirsthofes und Jagddienststelle Buch b. Kirchseeon, sog. Jagerhäusl |
| Marienplatz (Standort)                                                                                | Mariensäule                                                                                        | Obelisk mit Marienfigur, Brunnen und Bronzerelief des Prinzregentendenkmal, von Hans Schwegerle, 1913, Marienfigur von Vorgängersäule 1864; in der Platzmitte | D-1-75-115-27 Wikidata            | weitere Bilder                                                                            |
| Marienplatz 1 (Standort)                                                                              | Ehemalige Klostertaverne, jetzt Rathaus                                                            | Dreigeschossiger spätgotischer Putzbau mit Eckerker und Krüppelwalmdach, im Kern Mitte 15. Jahrhundert, Ausbau 1529, Umbau zum Rathaus 1873, Dach nach Brand 1925 erneuert | D-1-75-115-29 Wikidata            | weitere Bilder                                                                            |
| Marienplatz 3 (Standort)                                                                              | Ehemalige Herberge                                                                                 | Zweigeschossiger Giebelbau mit steilem Satteldach, 1651 | D-1-75-115-30 Wikidata            | Ehemalige Herberge                                                                        |
| Marienplatz 4 (Standort)                                                                              | Ehemals Schulhaus                                                                                  | Dreigeschossiger Traufseitbau auf hohem Kellergeschoss mit Putzgliederung und Vortreppe, im Kern 17. Jahrhundert, weitestgehender Neubau nach Brand 1865 | D-1-75-115-31 Wikidata            | weitere Bilder                                                                            |
| Marienplatz 5 (Standort)                                                                              | Ehemaliges Gasthaus Kyrmayr                                                                        | Zweigeschossiger verputzter Eckbau mit Walmdach, im Kern 17. Jahrhundert, erneuert 1821 | D-1-75-115-32 Wikidata            | weitere Bilder                                                                            |
| Marienplatz 7 (Standort)                                                                              | Ehemaliger Mehlhandel und Geburtshaus des Forstbiologen Pater Candid Huber (sogenannt beim Melber) | Dreigeschossiger verputzter Traufseitbau mit steilem Satteldach, wohl 17. Jahrhundert | D-1-75-115-33 Wikidata            | weitere Bilder                                                                            |
| Marienplatz 9 (Standort)                                                                              | Ehemalige Schmiede und Krämerei (sogenannt beim Platzschmied)                                      | Dreigeschossiger Traufseitbau mit Querhaus und Satteldach, wohl 18. Jahrhundert, historisierende Fassadengestaltung 1852 | D-1-75-115-34 Wikidata            | weitere Bilder                                                                            |
| Marienplatz 12 (Standort)                                                                             | Gasthaus Neuwirt                                                                                   | Zweigeschossiger verputzter Traufseitbau mit Krüppelwalmdach, 1808 am Platz der ehemaligen Marktpfarrkirche; Nebengebäude, zweigeschossig mit Schopfwalm und Putzgliederung, 1. Hälfte 19. Jahrhundert | D-1-75-115-35 Wikidata            | weitere Bilder                                                                            |
| Pfarrer-Grabmeier-Allee (Standort)                                                                    | Baumallee (sogenannte Hindenburgallee)                                                             | Hindenburgallee, Lindenpflanzung, Ende 19. Jahrhundert. | D-1-75-115-24 Wikidata            | weitere Bilder                                                                            |
| Richardisweg 4 (Standort)                                                                             | Ehemaliger Bauernhof (sogenannt beim Türk)                                                         | Zweigeschossige Einfirstanlage mit Blockbau und flachem Satteldach, 1705, am Wirtschaftsteil Bundwerk 18. Jahrhundert | D-1-75-115-38 Wikidata            | Ehemaliger Bauernhof (sogenannt beim Türk)                                                |
| Rosenheimer Straße (Standort)                                                                         | Friedhof (sogenannter Alter Friedhof)                                                              | 1807 neu angelegt: Friedhofskapelle mit Leichenhaus, neugotische Anlage mit Seitenschiffen, flachem Satteldach und Dachreiter, 1884; mit Ausstattung; Friedhofsmauer aus Klinkern mit schmiedeeisernen Toren, 1892; Grabsteine des 19. und 20. Jahrhunderts | D-1-75-115-39 Wikidata            | weitere Bilder                                                                            |
| Schloßplatz (Standort)                                                                                | Kriegerdenkmal 1. Weltkrieg                                                                        | Hl. Georg zu Pferd auf hohem Postament, Kalkstein, von Max Maier, 1922 | D-1-75-115-114                    | weitere Bilder                                                                            |
| Schloßplatz 1, 3, 4 (Standort)                                                                        | Ehemaliges Jesuitenkolleg (sogenannte Residenz)                                                    | Dreigeschossiger langgestreckter Putzbau mit Satteldach, von Michael Beer und Johann Moosprugger, 1666 auf der Grundlage des mittelalterlichen Benediktinerklosters, erneuert nach Brand 1780 und im 19. Jahrhundert | D-1-75-115-40 Wikidata            | weitere Bilder                                                                            |
| Schloßplatz 5 (Standort)                                                                              | Ehemalige Klosterbrauerei                                                                          | Mehrflügelige meist zweigeschossige Anlage aus verputztem Backstein mit Sattel- und Krüppelwalmdächern, im Kern 17. Jahrhundert | D-1-75-115-41 Wikidata            | weitere Bilder                                                                            |
| Schwabener Holz (Standort)                                                                            | Bildstock, sogenannte „Weiße Marter“                                                               | Schlanker Pfeiler mit Kreuzrelief und Nischenaufsatz, Tuffstein, 16. Jahrhundert | D-1-75-115-45 Wikidata            | weitere Bilder                                                                            |
| Schwabener Straße (an der Abzweigung zur Ludwigshöhe) (Standort)                                      | Hof- und Wegkapelle (sogenannte Marienkapelle)                                                     | Neugotischer Backsteinbau mit flachem Satteldach und Dachreiter, vor 1857, umfassend erneuert als Lourdeskapelle um 1880; mit Ausstattung | D-1-75-115-44 Wikidata            | Hof- und Wegkapelle (sogenannte Marienkapelle)                                            |
| Schwabener Straße 13 (Standort)                                                                       | Wohnteil eines ehemaligen Bauernhofs                                                               | Zweigeschossiger Blockbau mit verbrettertem Giebel und flachem Satteldach, 1. Hälfte 18. Jahrhundert; 1987/88 aus Neustockach, Gemeinde Hohenlinden, transferiert, Stallteil ergänzt, Innenausbau modern | D-1-75-115-107 Wikidata           | Wohnteil eines ehemaligen Bauernhofs                                                      |
| Sieghartstraße 14 (Standort)                                                                          | Wohnhaus                                                                                           | Zweigeschossiger Putzbau mit Satteldach und Segmentbogenfenstern, um 1860 | D-1-75-115-48 Wikidata            | Wohnhaus                                                                                  |
| Sudetenstraße / Floßmannstraße (Standort)                                                             | Kriegerdenkmal                                                                                     | Denkmal für die Gefallenen des Deutsch-Französischen Krieges 1870/71, Obelisk auf Postament und Sockel, Granit, letztes Viertel des 19. Jahrhunderts | D-1-75-115-20 Wikidata            | Kriegerdenkmal                                                                            |
| Sudetenstraße / Floßmannstraße (Standort)                                                             | Friedensbäume                                                                                      | Sogenannte Friedenseiche, eine Eiche und zwei Linden, gesetzt 1871 zur Erinnerung an das Ende des Deutsch-Französischen Krieges | D-1-75-115-20 zugehörig Wikidata  | Friedensbäume                                                                             |
| Ulrichstraße 6 (Standort)                                                                             | Ehemalige Kinderbewahranstalt, später Schwesternwohnheim                                           | Zweigeschossiger Walmdachbau mit Geschossgesims mit Biberschwanzeindeckung und rückwärtiger Kapellenapside, von Hans Hertlein, 1912/1913 | D-1-75-115-37 Wikidata            | Ehemalige Kinderbewahranstalt, später Schwesternwohnheim                                  |
| Ulrichstraße 16 (Standort)                                                                            | Wohnteil des ehemaligen Bauernhofs (sogenannt beim Eislschmied bzw. Hupfauer)                      | Zweigeschossig mit Blockbau-Obergeschoss, Giebellaube und flachem Satteldach, 1. Hälfte 19. Jahrhundert | D-1-75-115-51 Wikidata            | Wohnteil des ehemaligen Bauernhofs (sogenannt beim Eislschmied bzw. Hupfauer)             |
| Wasserburger Straße 2 (Standort)                                                                      | Landwirtschaftsamt mit Landwirtschaftsschule                                                       | Asymmetrische Dreiflügelanlage auf z-förmigem Grundriss, aus zwei zweigeschossigen Trakten mit steilen Satteldächern und erdgeschossigem Verbindungsbau, in traditionalistischen Formen nach Plänen von Hans Motzer, 1950–53; mit Ausstattung; | D-1-75-115-111 Wikidata           | Landwirtschaftsamt mit Landwirtschaftsschule                                              |
| Wasserburger Straße 2 (Standort)                                                                      | Remise                                                                                             | erdgeschossiger Putzbau mit flachem Walmdach und vorstehendem Remisentor, 1950–1953 | D-1-75-115-111 zugehörig Wikidata | Remise                                                                                    |
| Wasserburger Straße 2 (Standort)                                                                      | Verwaltungsgebäude                                                                                 | schlichter zweigeschossiger Satteldachbau, 1950–1953 | D-1-75-115-111 zugehörig Wikidata | Verwaltungsgebäude                                                                        |

### Aepfelkam
| Lage                            | Objekt     | Beschreibung                                                                | Akten-Nr.              | Bild           |
| ------------------------------- | ---------- | --------------------------------------------------------------------------- | ---------------------- | -------------- |
| Aepfelkam 2 (Standort)          | Hofkapelle | Verputzter Einraum mit Schopfwalmdach und Dachreiter, 1854; mit Ausstattung | D-1-75-115-52 Wikidata | weitere Bilder |
| am Weg nach Baumberg (Standort) | Bildstock  | Tuffpfeiler, um 1870                                                        | D-1-75-115-53 Wikidata | Bildstock      |

### Aßlkofen
| Lage                   | Objekt               | Beschreibung | Akten-Nr.              | Bild                 |
| ---------------------- | -------------------- | --- | ---------------------- | -------------------- |
| Aßlkofen 2 (Standort)  | Ehemaliger Bauernhof | Zweigeschossige Einfirstanlage mit flachem Satteldach, Putzbandgliederung und Traufbalkon, sowie Bundwerk am Wirtschaftsteil, 1. Drittel 19. Jahrhundert; Stadel, Riegelbau mit flachem Satteldach und Bundwerk, gleichzeitig | D-1-75-115-55 Wikidata | Ehemaliger Bauernhof |
| In Aßlkofen (Standort) | Kapelle              | Verputzter Einraum mit dreiseitigem Schluss und Dachreiter, um 1830/40; mit Ausstattung | D-1-75-115-57 Wikidata | Kapelle              |

### Egglsee
| Lage                                       | Objekt                                           | Beschreibung | Akten-Nr.              | Bild                                             |
| ------------------------------------------ | ------------------------------------------------ | --- | ---------------------- | ------------------------------------------------ |
| Egglsee 2 (Standort)                       | Ehemaliger Einfirsthof (sogenannter Fuchs'n-Hof) | Zweigeschossiger Wohnteil mit verputztem Blockbau-Obergeschoss, flachem Satteldach und traufseitiger Laube, 1. Hälfte 19. Jahrhundert, am Wirtschaftsteil Bundwerk bezeichnet 1792 | D-1-75-115-59 Wikidata | Ehemaliger Einfirsthof (sogenannter Fuchs'n-Hof) |
| Egglburger Seeweg; Flur Egglsee (Standort) | Allee                                            | Allee von Eichenbäumen am Weg zum Ziegelhof, angelegt durch das Kloster Ebersberg im 18. Jahrhundert                                                                               | D-1-75-115-60 Wikidata | weitere Bilder                                   |

### Englmeng
| Lage                       | Objekt                                           | Beschreibung | Akten-Nr.              | Bild           |
| -------------------------- | ------------------------------------------------ | --- | ---------------------- | -------------- |
| Nähe Englmeng 2 (Standort) | Bundwerk                                         | Bundwerk am Wirtschaftsteil, um 1830/40 | D-1-75-115-62 Wikidata | BW             |
| Englmeng 9 (Standort)      | Katholische Filialkirche St. Johannes der Täufer | Schlichter Saalbau mit stark eingezogenem Polygonalchor, angefügter Sakristei und nördlichem Flankenturm, Langhaus im Kern romanisch, Chor und Turm gotisch Anfang 14. Jahrhundert, Barockisierung und Zwiebelhaube 1689; mit Ausstattung | D-1-75-115-61 Wikidata | weitere Bilder |

### Gmaind
| Lage                 | Objekt                                 | Beschreibung | Akten-Nr.              | Bild                                   |
| -------------------- | -------------------------------------- | --- | ---------------------- | -------------------------------------- |
| Gmaind 14 (Standort) | Hofkapelle des sogenannten Geiger-Hofs | Kleiner verputzter Einraum mit flachem Satteldach, Anfang 19. Jahrhundert, hölzernes Vordach erneuert; mit Ausstattung | D-1-75-115-63 Wikidata | Hofkapelle des sogenannten Geiger-Hofs |

### Halbing
| Lage                 | Objekt                    | Beschreibung | Akten-Nr.              | Bild           |
| -------------------- | ------------------------- | --- | ---------------------- | -------------- |
| Streuberg (Standort) | Votivkapelle St. Leonhard | Kleiner Massivbau mit Putzkreuz, nach 1812, Anbau der breiten und offenen Vorhalle 2. Viertel 19. Jahrhundert; mit Ausstattung | D-1-75-115-64 Wikidata | weitere Bilder |

### Haselbach
| Lage                    | Objekt                                          | Beschreibung | Akten-Nr.              | Bild           |
| ----------------------- | ----------------------------------------------- | --- | ---------------------- | -------------- |
| Haselbach 7 (Standort)  | Ehemaliger Bauernhof                            | Zweigeschossige Einfirstanlage mit flachem Satteldach, Putzgliederung und Bundwerk am Wirtschaftsteil, Mitte 19. Jahrhundert                                                                   | D-1-75-115-66 Wikidata | weitere Bilder |
| Haselbach 8 (Standort)  | Ehemaliger Bauernhof (sogenannt beim Kiermayer) | Zweigeschossige Einfirstanlage mit flachem Satteldach und Wohnteil mit Blockbau-Obergeschoss, 1. Hälfte 17. Jahrhundert, Bundwerk am Wirtschaftsteil Ende 18. Jahrhundert                      | D-1-75-115-67 Wikidata | weitere Bilder |
| Haselbach 10 (Standort) | Katholische Filialkirche St. Margaretha         | Schlichter spätgotischer Saalbau mit dreiseitigem Chorschluss, Erweiterung der romanischen Kirche durch Ulrich Randeck 1496/98, westlicher Fassadenturm und Sakristei um 1700; mit Ausstattung | D-1-75-115-68 Wikidata | weitere Bilder |
| Buchet (Standort)       | Sühnekreuz (sogenanntes Zollner-Marterl)        | Tuffstein, 18. Jahrhundert; 150 m südwestlich des Ortes, am Waldrand | D-1-75-115-69 Wikidata | weitere Bilder |

### Hinteregglburg
| Lage                        | Objekt                                                            | Beschreibung | Akten-Nr.              | Bild           |
| --------------------------- | ----------------------------------------------------------------- | --- | ---------------------- | -------------- |
| Vorderegglburg 7 (Standort) | Ehemalige Burgkapelle, jetzt katholische Filialkirche St. Michael | Im Kern romanischer Saalbau um 1200, spätgotischer Ausbau mit dreiseitigem Chorschluss und Einwölbung durch Erhard Randeck 1479, Westturm mit Zwiebelhaube 1764; Friedhofsmauer, verputzt, 18. Jahrhundert | D-1-75-115-70 Wikidata | weitere Bilder |

### Kaps
| Lage                                 | Objekt                                    | Beschreibung | Akten-Nr.              | Bild                                      |
| ------------------------------------ | ----------------------------------------- | --- | ---------------------- | ----------------------------------------- |
| Kaps 1; In Kaps; Kapsfeld (Standort) | Ehemalige Schwaige des Klosters Ebersberg | Zweigeschossiger Putzbau mit Fassadengliederung und steilem Satteldach, 1686, erneuert 1919; Alleen zum Gutshof, 18./19. Jahrhundert                                                                                 | D-1-75-115-74 Wikidata | Ehemalige Schwaige des Klosters Ebersberg |
| Kapsfeld (Standort)                  | Wallfahrtskapelle                         | Dreiseitig geöffneter Holzbau mit Tuffsteinmauerwerk in Lindengruppe, Mitte 19. Jahrhundert, Einbau einer Lourdesgrotte letztes Viertel 19. Jahrhundert; 1989 Abbruch und Wiedererrichtung ca. 2,50 m weiter östlich | D-1-75-115-75 Wikidata | Wallfahrtskapelle                         |

### Mailing
| Lage                      | Objekt             | Beschreibung                                                      | Akten-Nr.              | Bild               |
| ------------------------- | ------------------ | ----------------------------------------------------------------- | ---------------------- | ------------------ |
| Halbinger Feld (Standort) | Kapellen-Bildstock | Gemauerte Nischenanlage mit Satteldach, 1. Hälfte 19. Jahrhundert | D-1-75-115-77 Wikidata | Kapellen-Bildstock |

### Neuhausen
| Lage             | Objekt     | Beschreibung                | Akten-Nr.              | Bild           |
| ---------------- | ---------- | --------------------------- | ---------------------- | -------------- |
| B 304 (Standort) | Sühnekreuz | aus Granit, bezeichnet 1711 | D-1-75-115-79 Wikidata | weitere Bilder |

### Oberlaufing
| Lage                      | Objekt | Beschreibung | Akten-Nr.              | Bild   |
| ------------------------- | ------ | --- | ---------------------- | ------ |
| Oberlaufing 10 (Standort) | Remise | Remise, Holzbau mit flachem Satteldach, Bundwerk und großem Vordach, um 1840; bei Haus Nr. 8, zugehörig zu Haus Nr. 1 | D-1-75-115-81 Wikidata | Remise |

### Oberndorf
| Lage                   | Objekt                                | Beschreibung | Akten-Nr.              | Bild                                  |
| ---------------------- | ------------------------------------- | --- | ---------------------- | ------------------------------------- |
| Antoniholz (Standort)  | Brunnenkapelle St. Antonius           | Offene Nischenanlage mit neugotischen Elementen, Mitte 19. Jahrhundert; mit Ausstattung | D-1-75-115-85 Wikidata | Brunnenkapelle St. Antonius           |
| Oberndorf 2 (Standort) | Wohnteil des ehemaligen Einfirsthofes | Zweigeschossig mit Putzgliederung, flachem Satteldach und Rundbogenfenstern im Giebel, um Mitte 19. Jahrhundert | D-1-75-115-83 Wikidata | Wohnteil des ehemaligen Einfirsthofes |
| Oberndorf 8 (Standort) | Katholische Filialkirche St. Georg    | Spätgotischer Saalbau mit polygonalem Chor und westlichem Fassadenturm, spätes 15. Jahrhundert, Kapellenanbauten und barockisiert um 1720, Turmunterteile 13./14. Jahrhundert; mit Ausstattung; Friedhofsmauer, verputzt, 18. Jahrhundert | D-1-75-115-82 Wikidata | weitere Bilder                        |

### Pollmoos
| Lage                  | Objekt                | Beschreibung                                                                                                | Akten-Nr.              | Bild           |
| --------------------- | --------------------- | --- | ---------------------- | -------------- |
| Pollmoos 7 (Standort) | Hof- und Votivkapelle | Schlichter Putzbau mit Vordach und Dachreiter, verputzter Tuffstein, Mitte 19. Jahrhundert; mit Ausstattung | D-1-75-115-88 Wikidata | weitere Bilder |

### Pötting
| Lage                  | Objekt                 | Beschreibung | Akten-Nr.              | Bild                   |
| --------------------- | ---------------------- | --- | ---------------------- | ---------------------- |
| Pötting 11 (Standort) | Ehemaliger Einfirsthof | Zweigeschossiger Einödhof mit flachem Satteldach und Bundwerk am Wirtschaftsteil, im Kern 18. Jahrhundert; Stadel, zweigeschossiger Putzbau mit Halbwalmdach, 18. Jahrhundert | D-1-75-115-86 Wikidata | Ehemaliger Einfirsthof |

### Reitgesing
| Lage                     | Objekt      | Beschreibung                                                                    | Akten-Nr.              | Bild           |
| ------------------------ | ----------- | ------------------------------------------------------------------------------- | ---------------------- | -------------- |
| In Reitgesing (Standort) | Wegkapelle  | Kleiner Putzbau mit Satteldach, 18. Jahrhundert, erneuert 1976; mit Ausstattung | D-1-75-115-90 Wikidata | weitere Bilder |
| Lochfeld (Standort)      | Gedenksäule | aus Tuffstein mit Bildnische, bezeichnet 1841                                   | D-1-75-115-91 Wikidata | Gedenksäule    |

### Rinding
| Lage                      | Objekt                                                | Beschreibung                                                                                                | Akten-Nr.              | Bild                                                  |
| ------------------------- | ----------------------------------------------------- | --- | ---------------------- | ----------------------------------------------------- |
| Diedinger Feld (Standort) | Kapelle                                               | kleine verputzte Nischenanlage mit hölzernem Vordach, 1. Hälfte 19. Jahrhundert                             | D-1-75-115-95 Wikidata | Kapelle                                               |
| Rinding 13 (Standort)     | Wohnteil des ehemaligen Kleinbauernhauses             | Zweigeschossig mit flachem Satteldach, Blockbau-Obergeschoss und traufseitiger Laube, Mitte 18. Jahrhundert | D-1-75-115-92          | Wohnteil des ehemaligen Kleinbauernhauses             |
| Rinding 16 (Standort)     | Gedenkkapelle (sogenannte Zacherl-Kapelle)            | Schlichter Einraum mit stark eingezogener Apsis und Dachreiter, bezeichnet 1928                             | D-1-75-115-93 Wikidata | Gedenkkapelle (sogenannte Zacherl-Kapelle)            |
| Rinding 17 (Standort)     | Hofkapelle Hl. Antonius (sogenannte Steidler-Kapelle) | Schlichter kleiner Einraum mit geradem Schluss, 1825; mit Ausstattung                                       | D-1-75-115-94 Wikidata | Hofkapelle Hl. Antonius (sogenannte Steidler-Kapelle) |

### Ruhensdorf
| Lage                              | Objekt     | Beschreibung | Akten-Nr.              | Bild       |
| --------------------------------- | ---------- | --- | ---------------------- | ---------- |
| Eschland; Ruhensdorf 5 (Standort) | Hofkapelle | Kleiner Backsteinbau mit hölzernem Vordach, um 1900 rückseitig an verputztes Backhaus von 1833 angebaut; mit Ausstattung | D-1-75-115-96 Wikidata | Hofkapelle |

### Sigersdorf
| Lage                    | Objekt              | Beschreibung                                   | Akten-Nr.              | Bild           |
| ----------------------- | ------------------- | ---------------------------------------------- | ---------------------- | -------------- |
| Sigersdorf 2 (Standort) | Kapellenausstattung | Kapellenausstattung von 1869, in neuer Kapelle | D-1-75-115-97 Wikidata | weitere Bilder |

### Traxl
| Lage                | Objekt                            | Beschreibung | Akten-Nr.              | Bild           |
| ------------------- | --------------------------------- | --- | ---------------------- | -------------- |
| Traxl 5 (Standort)  | Katholische Filialkirche St. Anna | Spätgotischer Saalbau mit dreiseitigem Chorschluss und nördlichem Flankenturm mit Spitzhelm, von Ulrich Randeck, bezeichnet 1497; mit Ausstattung | D-1-75-115-99 Wikidata | weitere Bilder |
| Traxl 18 (Standort) | Bundwerk                          | Bundwerk am Wirtschaftsteil, um 1850 | D-1-75-115-100         | Bundwerk       |

### Vorderegglburg
| Lage                            | Objekt                  | Beschreibung                                                                                    | Akten-Nr.               | Bild                    |
| ------------------------------- | ----------------------- | ----------------------------------------------------------------------------------------------- | ----------------------- | ----------------------- |
| Vorderegglburg 1 1/2 (Standort) | Hofkapelle St. Leonhard | Kleiner Putzbau mit geradem Schluss und hölzernem Vorbau, Ende 19. Jahrhundert; mit Ausstattung | D-1-75-115-103 Wikidata | Hofkapelle St. Leonhard |

### Weiding
| Lage                  | Objekt                 | Beschreibung | Akten-Nr.               | Bild                   |
| --------------------- | ---------------------- | --- | ----------------------- | ---------------------- |
| Weiding 1 (Standort)  | Ehemaliger Einfirsthof | Zweigeschossiger Mitterstallbau mit flachem Satteldach, Putzgliederung am Wohnteil und Bundwerk am Wirtschaftsteil, um 1850 | D-1-75-115-104 Wikidata | Ehemaliger Einfirsthof |
| In Weiding (Standort) | Kapellen-Bildstock     | Verputzte Nischenanlage, 1. Hälfte 19. Jahrhundert., Lourdesgrotte Ende 19. Jahrhundert; um 1970/71 versetzt                | D-1-75-115-105 Wikidata | Kapellen-Bildstock     |

### Westerndorf
| Lage                     | Objekt                 | Beschreibung | Akten-Nr.               | Bild                   |
| ------------------------ | ---------------------- | --- | ----------------------- | ---------------------- |
| Westerndorf 3 (Standort) | Ehemaliger Einfirsthof | Zweigeschossiger Mitterstallbau mit flachem Satteldach, verputztem Wohnteil und Bundwerk am Wirtschaftsteil, um 1830 | D-1-75-115-106 Wikidata | Ehemaliger Einfirsthof |

## Ehemalige Baudenkmäler
In diesem Abschnitt sind Objekte aufgeführt, die früher einmal in der Denkmalliste eingetragen waren, jetzt aber nicht mehr. Objekte, die in anderem Zusammenhang – also z. B. als Teil eines Baudenkmals – weiter eingetragen sind, sollen hier nicht aufgeführt werden. Aktennummern in diesem Abschnitt sind ehemalige, jetzt nicht mehr gültige Aktennummern.

| Lage                                           | Objekt                                    | Beschreibung | Akten-Nr.               | Bild                                      |
| ---------------------------------------------- | ----------------------------------------- | --- | ----------------------- | ----------------------------------------- |
| Ebersberg Benediktinerstraße 3 (Standort)      | Bundwerk                                  | am Wirtschaftsteil des sogenannten Grabenschuster-Hofs, 1. Hälfte 19. Jahrhundert | D-1-75-115-16 Wikidata  | Bundwerk                                  |
| Ebersberg Eberhardstraße 16 (Standort)         | Ehemals Bauernhof (sogenannt beim Mugler) | Zweigeschossiger Einfirsthof auf hohem Kellergeschoss, mit Blockbau-Obergeschoss, Lauben und Flachsatteldach, 18. Jahrhundert                                                                                                   | D-1-75-115-18 Wikidata  | Ehemals Bauernhof (sogenannt beim Mugler) |
| Ebersberg Schwabener Straße 25 (Standort)      | Bauernhaus                                | Zweigeschossiger Blockbau-Wohnteil eines Bauernhauses der 1. Hälfte des 18. Jahrhunderts; 1987/88 aus Neustockach, Gemeinde Hohenlinden, transferiert, Stallteil ergänzt, Innenausbau modern; jetzt Vereinsheim der Ebrachtaler | D-1-75-115-107 Wikidata | Bauernhaus                                |
| Ebersberg Semptstraße 16 (Standort)            | Wohnhaus (sogenannt beim Buckl)           | Erdgeschossiger Flachsatteldachbau mit Eckrustika auf hohem Kellergeschoss, Teile in Blockbauweise, 18. und 2. Hälfte 19. Jahrhundert                                                                                           | D-1-75-115-46 Wikidata  | Wohnhaus (sogenannt beim Buckl)           |
| Altmannsberg am Weg nach Weiding ()            | Steinsäule                                | Steinsäule aus Tuff, 18./19. Jahrhundert | D-1-75-115-54 Wikidata  |                                           |
| Aßlkofen Aßlkofen 3 b (Standort)               | Bundwerk                                  | Bundwerk am Wirtschaftsteil, um 1820/30. | D-1-75-115-56 Wikidata  | BW                                        |
| Dieding Dieding 4 (Standort)                   | Ehemaliges Bauernhaus                     | Mächtiger zweigeschossiger Blockbau, 17. Jahrhundert, ausgebaut im 18. und frühen 19. Jahrhundert | D-1-75-115-58 Wikidata  | Ehemaliges Bauernhaus                     |
| Halbing Halbing 3 (Standort)                   | Bundwerk                                  | Bundwerk am Wirtschaftsteil, um 1830/40 | D-1-75-115-65           | BW                                        |
| Hörmannsdorf Hörmannsdorf 2 (Standort)         | Kapelle                                   | Kapellenausstattung in neuem Kapellenbau, wohl 19. Jahrhundert | D-1-75-115-72 Wikidata  | Kapelle                                   |
| Hörmannsdorf Hörmannsdorf 6 (Standort)         | Bundwerk                                  | Bundwerk am Wirtschaftsteil, bezeichnet 1821 | D-1-75-115-71 Wikidata  | BW                                        |
| Kalteneck Kalteneck 1 (Standort)               | Bundwerk                                  | Bundwerk am Wirtschaftsteil, um 1830/40 | D-1-75-115-73           | BW                                        |
| Mailing Mailing 7 (Standort)                   | Ehemaliger Bauernhof                      | Zweigeschossiger Mitterstallbau mit Flachsatteldach und Hakenschopf, am Wirtschaftsteil Bundwerk, Anfang 19. Jahrhundert | D-1-75-115-76 Wikidata  | Ehemaliger Bauernhof                      |
| Motzenberg Motzenberg 3 (Standort)             | Bundwerk                                  | Bundwerk am Wirtschaftsteil, dreizonig, um 1840/50 | D-1-75-115-78 Wikidata  | BW                                        |
| Oberndorf Oberndorf 10 (Standort)              | Bundwerk                                  | Reiches dreizoniges Bundwerk am Wirtschaftsteil, Mitte 19. Jahrhundert | D-1-75-115-84 Wikidata  | BW                                        |
| Pollmoos Pollmoos 9 (Standort)                 | Bundwerk                                  | Reiches Bundwerk am Wirtschaftsteil und am Querstadel, um 1830/40 | D-1-75-115-87 Wikidata  | Bundwerk                                  |
| Reitgesing Reitgesing 3 (Standort)             | Wohnteil des ehemaligen Bauernhofs        | Zweigeschossiger unverputzter Blockbau mit Satteldach, 17./18. Jahrhundert | D-1-75-115-89 Wikidata  | Wohnteil des ehemaligen Bauernhofs        |
| Sigersdorf Sigersdorf 5 (Standort)             | Bundwerk                                  | Bundwerkteile, erste Hälfte 19. Jahrhundert | D-1-75-115-98 Wikidata  | BW                                        |
| Vorderegglburg Vorderegglburg 6 (Standort)     | Bundwerk                                  | Bundwerk am Wirtschaftsteil, Mitte 19. Jahrhundert | D-1-75-115-102 Wikidata | Bundwerk                                  |
| Vorderegglburg Vorderegglburg 1 1/2 (Standort) | Bundwerk                                  | Bundwerk beidseitig am Wirtschaftsteil, erstes Viertel 19. Jahrhundert | D-1-75-115-101 Wikidata | Bundwerk                                  |

## Abgegangene Baudenkmäler
In diesem Abschnitt sind Objekte aufgeführt, die früher einmal in der Denkmalliste eingetragen waren, jetzt aber nicht mehr existieren, z. B. weil sie abgebrochen wurden. Aktennummern in diesem Abschnitt sind ehemalige, jetzt nicht mehr gültige Aktennummern.

| Lage                                       | Objekt                              | Beschreibung                                                                             | Akten-Nr.              | Bild                                |
| ------------------------------------------ | ----------------------------------- | ---------------------------------------------------------------------------------------- | ---------------------- | ----------------------------------- |
| Ebersberg Eberhardstraße 49, 51 (Standort) | Ehemaliges Bauernhaus               | Putzbau mit Rustizierungen, Rundbogenfenster und Relief im Giebel, Mitte 19. Jahrhundert | D-1-75-115-19 Wikidata | BW                                  |
| Ebersberg Ulrichstraße 3 (Standort)        | Bauernhaus (sogenannt beim Kreuzer) | Obergeschoss verputzter Blockbau, Giebellaube und Flachsatteldach, bezeichnet 1776       | D-1-75-115-50 Wikidata | Bauernhaus (sogenannt beim Kreuzer) |